# Kuriyama, Hokkaidō
Kuriyama (栗山町 Kuriyama-chō) là thị trấn thuộc huyện Yūbari, phó tỉnh Sorachi, Hokkaidō, Nhật Bản. Tính đến ngày 1 tháng 10 năm 2020, dân số ước tính thị trấn là 11.272 người và mật độ dân số là 55 người/km2. Tổng diện tích thị trấn là 203,84 km2.